# До Арктика 3D
„До Арктика 3D“ (на английски: To the Arctic 3D) е документален филм на IMAX 3D от 2012 г. на режисьора Грег Макгиливрей, по сценарий на Стивън Джъдсън, който е монтажист на филма. Разказвачка на филма е Мерил Стрийп.